# Psiche (nome)
Psiche  è un nome proprio di persona italiano femminile.

## Varianti in altre lingue
- Bulgaro: Психея (Psicheja)
- Catalano: Psiquis[4], Psique[4]
- Esperanto: Psiĥo
- Francese: Psyché
- Greco antico: Ψυχη (Psyche)[5]
- Inglese: Psyche[6]
- Latino: Psyche
- Lituano: Psichė
- Portoghese: Psiquê
- Russo: Психея (Psicheja)
- Spagnolo: Psiquis[4], Psique[4]
- Ucraino: Психея (Psycheja)
- Ungherese: Psziché

## Origine e diffusione

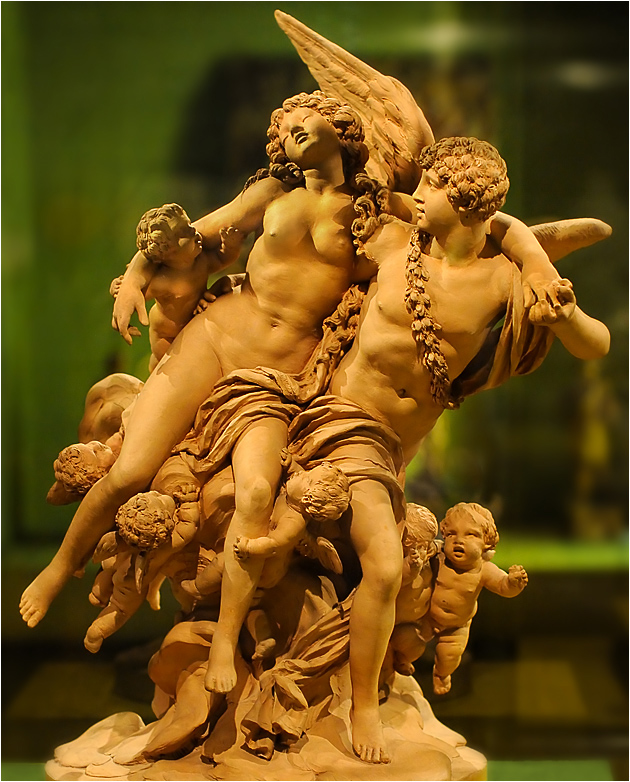
Amore e Psiche, di Claude Michel (Victoria and Albert Museum)

Nome ben noto grazie alla figura di Psiche, amata da Eros nella mitologia greca, ma di scarsissima diffusione nell'onomastica comune.
Etimologicamente, risale al termine greco Ψυχη (psyche), che vuol dire "anima", "spirito" e anche "farfalla", in quanto tratto dal verbo ψυχω (psycho, "respirare"). Per significato, è quindi affine ai nomi Alma, Enid e Dušan.

## Onomastico
Il nome è adespota, ovvero non è portato da alcuna santa. L'onomastico si può festeggiare il 1º novembre, giorno di Ognissanti.